# Sender Solec Kujawski

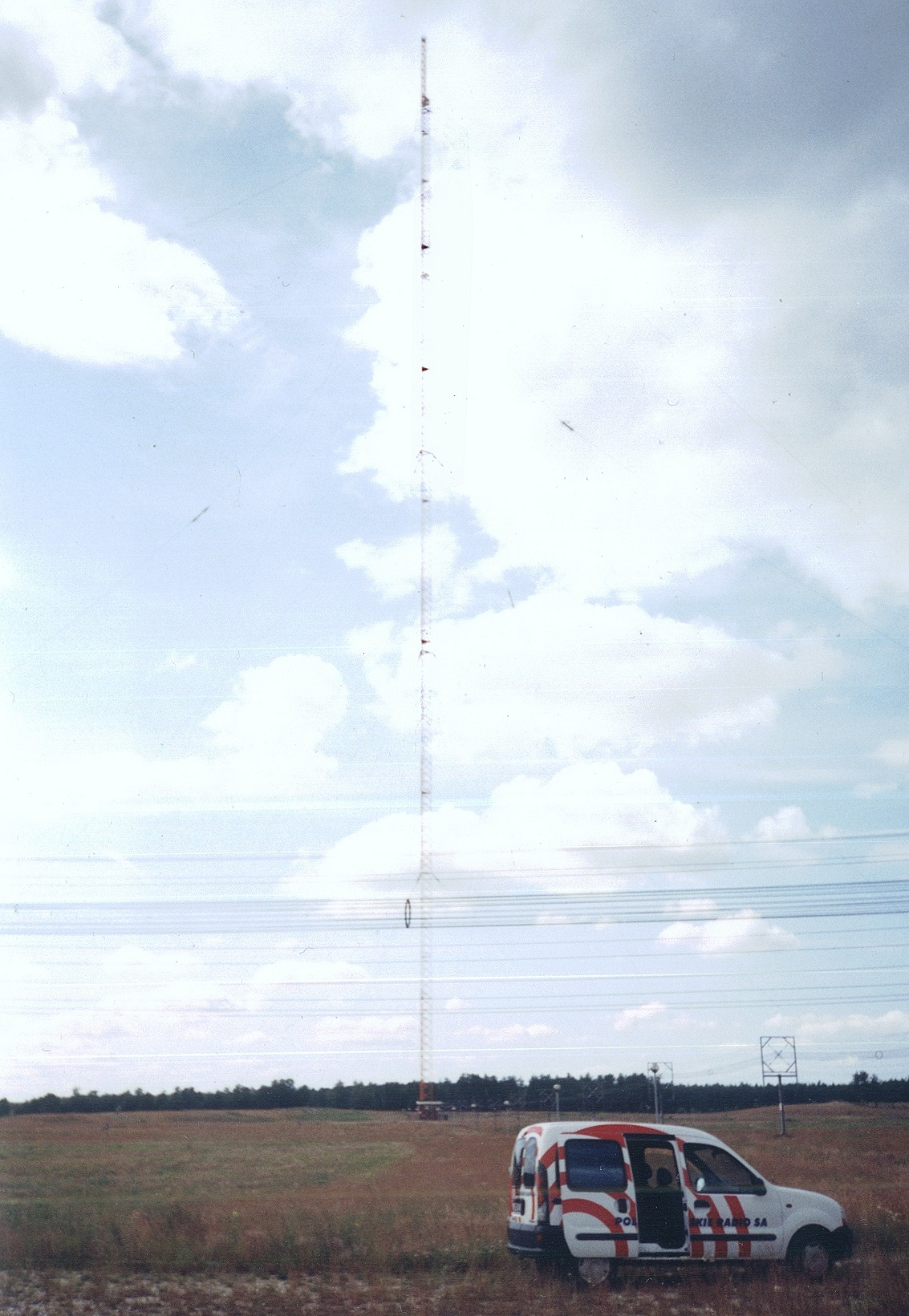
Der 330-Meter-Sendemast des Langwellensenders Solec Kujawski

Der Rundfunksender Solec Kujawski ist ein am 4. September 1999 auf einem ehemaligen Truppenübungsplatz ca. drei Kilometer südöstlich der polnischen Stadt Solec Kujawski in Betrieb genommener Langwellenrundfunksender für die Frequenz 225 kHz.
Diese Anlage ersetzt den früheren Langwellensender in Konstantynów, dessen Sendemast, der mit einer Höhe von 646 Metern das höchste Bauwerk der Welt war, am 8. August 1991 beim Austausch der Abspannseile einstürzte. Die Sendeleistung des Rundfunksenders Solec Kujawski, der im östlichen Deutschland ganztags und nachts in ganz Deutschland empfangen werden kann, beträgt 1200 Kilowatt und wird mit volltransistorisierten MOSFET-Endstufen erreicht. Wie beim früheren Sender in Konstantynów wird die Trägerfrequenz, die als Eichfrequenz dient, mit Hilfe einer Atomuhr erzeugt.

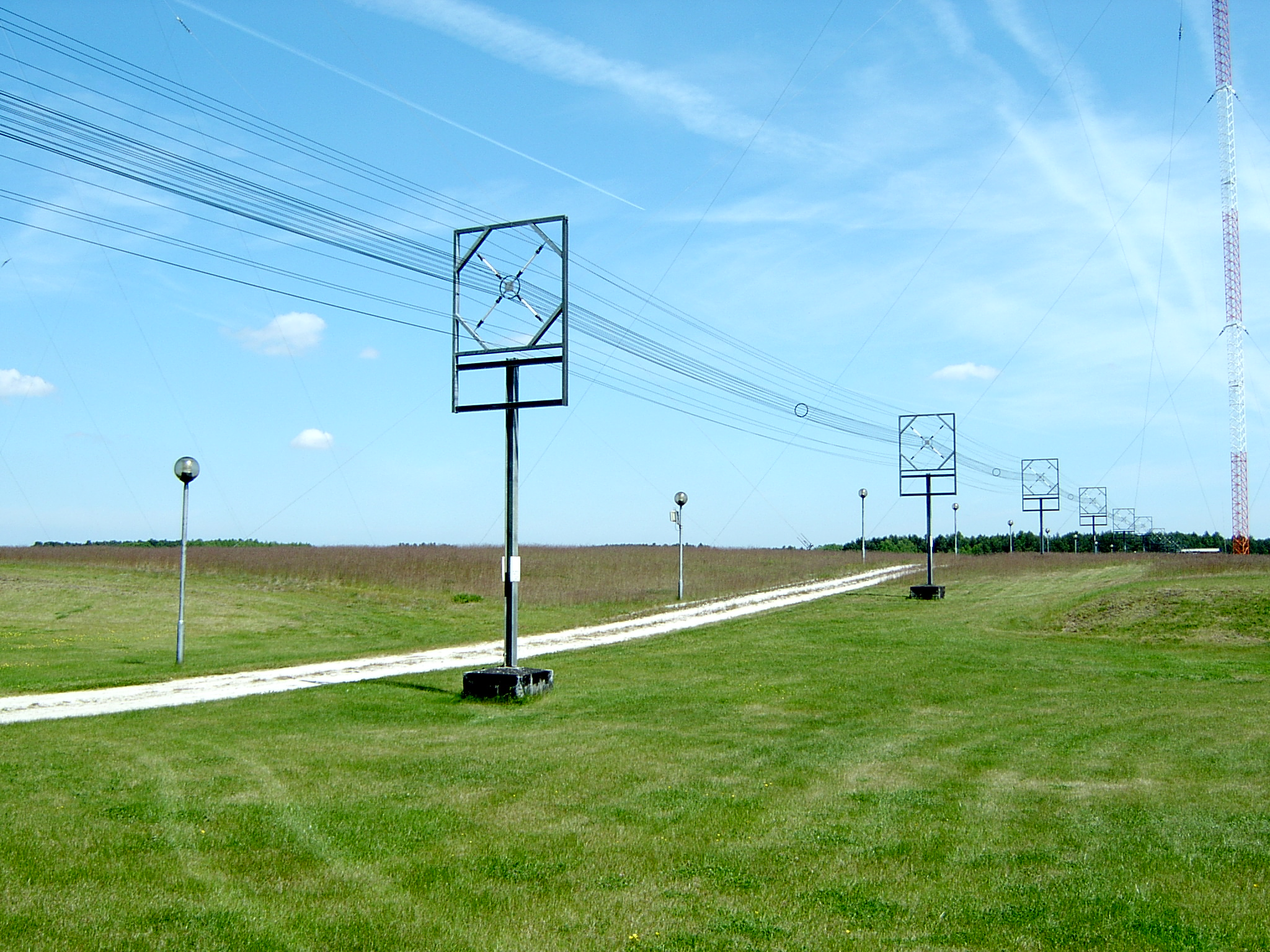
Reusenleitung des Senders Solec Kujawski

Als Sendeantenne verwendet der Rundfunksender Solec Kujawski eine Richtstrahlantenne, die aus einem 330 Meter und einem 289 Meter hohen, geerdeten Sendemasten besteht. Der 330 Meter hohe Sendemast befindet sich bei 53°01'22" nördlicher Breite und 18°15'40" östlicher Länge, der 289 Meter hohe Sendemast steht bei 53°01'14" nördliche Breite und 18°15'51" östlicher Länge. Der gegenseitige Abstand der Maste beträgt 330 Meter.
Ferner gehört zur Anlage noch ein als freistehende Stahlfachwerkkonstruktion ausgeführter Richtfunkturm zur Programmzuspielung neben dem Stationsgebäude.
Wie beim Sender Donebach des Deutschlandfunks sind beide Masten geerdet und werden über die Pardunen mit der abzustrahlenden Hochfrequenzenergie gespeist. Auffallend ist, dass die Hochfrequenzspeiseleitungen nicht als Erdkabel, sondern als Reusenleitung ausgeführt wurden.